# Nitrosomonadales
Ordre
Les Nitrosomonadales forment un ordre de bactéries à gram négatif dans la classe des Betaproteobacteria dans le phylum Pseudomonadota. Il comprend de nombreuses bactéries libres ayant une grande diversité de morphologies et capables de vivre dans différents types d'habitats. Le genre type de cet ordre est Nitrosomonas.

## Taxonomie
Lors de sa description en 2005, l'ordre des Nitrosomonadales comprennent trois familles bactériennes, les Nitrosomonadaceae, les Gallionellaceae et les Spirillaceae. Cette assignation a été réalisée après une analyse phylogénétique des séquences nucléotidiques de l'ARNr 16S.
En 2017, l'ordre est redéfini à la suite de nouvelles analyses phylogénétiques des séquences d'ARNr 16S, avec la création de deux nouvelles familles (Sterolibacteriaceae et Thiobacillaceae) et le transfert des Methylophilaceae. Il comprend dès lors six familles à cette date. L'ordre Methylophilales qui avait été décrit pour contenir les Methylophilaceae devient dès lors un synonyme hétérotypique de cet ordre. La famille type de cet ordre est Nitrosomonadaceae.
La famille Sulfuricellaceae, décrite en 2015, placée originellement dans un nouvel ordre nommé Sulfuricellales avant d'être fusionnée dans les Gallionellaceae, a été à nouveau individualisée et placée dans l'ordre des Nitrosomonadales en 2021.
En 2021 la description d'une nouvelle famille Usitatibacteraceae composée d'une seul et unique nouveau genre Usitatibacter ajoute une huitième famille à cet ordre.

### Étymologie
L'étymologie du nom de l'ordre Nitrosomonadales se résume ainsi : Ni.tro.so.mo.na.da’les. N.L. fem. n. Nitrosomonas, genre type de l'ordre; L. fem. pl. n. suff. -ales, suffixe pour définir le nom d'un ordre; N.L. fem. pl. n. Nitrosomonadales, l'ordre des Nitrosomonas,.

### Familles
En 2022, cet ordre comprend les huit familles suivantes, :
- Gallionellaceae, dans cet ordre depuis 2005[1]
- Methylophilaceae, dans cet ordre depuis 2017[2]
- Nitrosomonadaceae, famille type de cet ordre depuis 2005[1]
- Spirillaceae, dans cet ordre depuis 2005[1]
- Sterolibacteriaceae, dans cet ordre depuis 2017[2]
- Sulfuricellaceae, dans cet ordre depuis 2021[4]
- Thiobacillaceae, dans cet ordre depuis 2017[2]
- Usitatibacteraceae, dans cet ordre depuis 2021[5]

## Description
Cet ordre comprend des bactéries à gram négatif de morphologies, métabolismes et d'écologies très divers. Il comprend une grande diversité de morphologie : en spirales (ex Spirillum), coques, bacilles (Nitrosomonas), pléomorphes (Nitrosolobus multiformis). Au niveau du métabolisme, il s'y trouve des bactéries chimiolithotrophes, mixotrophes, ou chimioorganotrophes. Au niveau de l'écologie, certaines espèces peuvent être marines (Nitrosomonas marina), ou retrouvées dans les sols oligotrophes (Nitrosovibrio), les eaux usées ou les eaux oligotrophes (Nitrosomonas oligotropha).